# Ballhausen
Ballhausen est une commune allemande de l'arrondissement d'Unstrut-Hainich, Land de Thuringe.

## Géographie
La commune comprend Groß Ballhausen et Klein Ballhausen
| Haussömmern   | Kutzleben  |             |
| Bad Tennstedt | Ballhausen | Schwerstedt |
| Herbsleben    |            | Gebesee     |

## Histoire
Großballhausen est mentionné pour la première fois vers 790 et Kleinballhausen en 1128. Les villages ont chacun un château-fort. Ils passent sous la même autorité, l'évêché de Mayence, en 1297.
L'abbaye cistercienne de Großballhausen est mentionnée en 1306, mais vingt ans plus tard elle est transférée à Großfurra.
En 1851, Sebastian Lucius achète le manoir de Kleinballhausen. En 1882, son fils Robert Lucius élargit le château avec deux ailes latérales et une tour. Il est anobli en 1888. Le bâtiment est rasé en 1945.
En 1860, Clara Lucius, une fille de Sebastian Lucius, achète le domaine de Großballhausen.
Groß Ballhausen et Klein Ballhausen sont fusionnés en juin 1950.